# Nokia Lumia 800
Nokia Lumia 800 – telefon komórkowy typu smartfon, produkowany dla fińskiego producenta przez Compal Electronics, oraz pierwszy model nowo wprowadzonej serii Lumia. Swoją premierę miał 26 października 2011 roku podczas targów Nokia World 2011. Do sprzedaży wszedł już w następnym miesiącu, a do Polski oficjalnie trafił 4 lutego 2012 roku. Jest pierwszym modelem firmy opartym na systemie operacyjnym Windows Phone.

## Konstrukcja
Model smartfona jest pokryty poliwęglanową obudową unibody wzorowaną na modelu Nokia N9. Urządzenie posiada wyświetlacz zabezpieczony szkłem Gorilla Glass.

## Zastosowane technologie
Nokia Lumia 800 jest wyposażona w aparat fotograficzny z matrycą rozdzielczości 8,0 megapikseli i optyką Carl Zeiss z funkcją auto Focus. Posiada także moduł GPS z funkcją A–GPS, darmową nawigację Nokia drive, wyświetlacz AMOLED (o rozdzielczości WVGA, 16-milionowej głębi kolorów oraz podwyższonym kontrastem ClearBlack) i standardowe klawisze Windows wykonane jako część pola dotykowego. Telefon wyposażony jest w procesor taktowany z prędkością 1,4 GHz i 512 MB pamięci operacyjnej oraz 16 GB pamięci wewnętrznej.

## Aplikacje
Aplikacje zainstalowane standardowo na smartfonie Nokia Lumia 800:
- Nokia Drive – aplikacja z modułem nawigacji samochodowej dla systemu Windows Phone 7.
- Nokia Muzyka – aplikacja do sklepu z Muzyką Nokii. Pozwala na bezpłatny nielimitowany streaming muzyki, do wyboru jest wiele gatunków oraz możliwość bezpłatnego pobrania listy utworów do odsłuchu offline w formie podcastu[7].
- Mix Radio – aplikacja do streamingu kanałów muzycznych. Umożliwia stworzenie do 4 własnych playlist na podstawie wybranych artystów lub gatunki muzyczne.
- Transfer – aplikacja do przenoszenia danych użytkownika między systemami operacyjnymi iOS, Android i Symbian przez Bluetooth
- Microsoft Office – pakiet narzędzi biurowych Microsoft takich jak Word, Excel, PowerPoint i OneNote.
- Skydrive – aplikacja do obsługi zewnętrznego wirtualnego dysku firmy Microsoft o pojemności do 25 GB.
- Internet Explorer – mobilna przeglądarka internetowa w wersji 9, która wykorzystuje HTML 5 zgodnie z polityką Microsoft w tym zakresie.
- Marketplace – sklep z grami i innymi aplikacjami, działa również jako repozytorium z dostępem do bezpłatnych gier i programów.
- XBOX Live – platforma służąca do gier[8].

## Problemy
Audio
Niektórzy użytkownicy zgłaszali skargi na telefon Lumia 800 z powodu „jakości dźwięku”, gdy używane były słuchawki o niskiej impedancji. Nokia potwierdziła problemy i opracowała odpowiednie poprawki.
Bateria
W grudniu 2011 Nokia potwierdziła, że model ten nie używa całkowitej pojemności baterii. W styczniu 2012 udostępniono dla Lumia 800 dwie łatki systemu Windows Phone 7.5 związane z baterią i wersją Mango build 8107. Nokia oświadczyła, że problem baterii został poprawiony.
Kamera i aparat fotograficzny
Firma Nokia potwierdziła problemy z ustalaniem ostrości, po czym została wydana odpowiednia poprawka rozwiązująca problem.
Obecna wersja systemu to 7.10.8773.98 (8773), nie wykazuje wyżej wspomnianych problemów. Nokia na bieżąco opracowuje poprawki oraz współtworzy aplikacje dla smartfonów serii Lumia. Wszystkie wymienione powyżej problemy miały swoje źródło w błędach oprogramowania, i zostały szybko poprawione.
Sensor odległości
Popularnym problemem wynikłym z konstrukcji telefonu jest złe funkcjonowanie sensora odległości, co objawia się brakiem możliwości zakończenia połączenia - czujnik zwraca stan jako zakryty. Tymczasowym rozwiązaniem jest dociśnięcie rogu ekranu, co chwilowo naprawia odczyt. Telefony były naprawiane w ramach gwarancji. Pewne rozwiązanie przynosi aktualizacja oprogramowania zwiększająca czułość sprzętu. Rozwiązaniem w warunkach domowych jest doregulowanie prawej śruby (dostępnej pod sankami na kartę SIM) stabilizujące szybę wyświetlacza.

## Słaba sprzedaż i niezadowolenie operatorów
Według wywiadu Reutersa wśród przedstawicieli największych europejskich operatorów cena Nokii Lumia 800 i 710 jest zbyt wysoka, nieproporcjonalnie do platformy sprzętowej, a system ma cechy niewielkiej innowacyjności. Jeden z cytowanych przedstawicieli powiedział: „Gdyby Lumia z tym samym hardware (platformą sprzętową) pojawiła się z Androidem, byłoby ją (tj. Lumię) dużo łatwiej sprzedać”.